# Петар Поповић (кошаркаш, 1996)
Петар Поповић (Цетиње, 13. септембар 1996) црногорски је кошаркаш. Игра на позицији плејмејкера и бека, а тренутно наступа за ФМП.

## Биографија
Поповић је поникао у КК Ловћен са Цетиња. Играо је у свим млађим селекцијама Ловћена, а од 2012. године почео је да наступа за први тим. У септембру 2014. прешао је у грчку Неа Кифисију. Одатле је у априлу 2016. године стигао у редове Меге, с којом је наступао у Суперлиги Србије. У августу 2016. потписао је за Будућност, чије боје је бранио наредних осам сезона. Био је члан тима Будућности који је у сезони 2017/18. освојио Јадранску лигу. Две сезоне (2022—2024) био је и капитен овог подгоричког клуба. Крајем октобра 2024. потписао је за ФМП.

## Успеси

### Клупски
- Будућност:
  - Јадранска лига (1): 2017/18.
  - Првенство Црне Горе (6): 2016/17, 2018/19, 2020/21, 2021/22, 2022/23, 2023/24.
  - Куп Црне Горе (7): 2017, 2018, 2019, 2020, 2021, 2022, 2023.